# Yō Sawada
Yō Sawada (澤田遥 ?, Sawada Yō; ...) è un ex giocatore di football americano giapponese che ha giocato come linebacker.